# Кампсис
Кампсис (Campsis) — рід деревних листопадних ліан родини бігнонієві (Bignoniaceae). Великі теплолюбні рослини. За яскраві квіти культивуються як декоративні в теплих та помірно теплих широтах.

## Опис
Кампсис — листопадна багаторічна ліана з деревним стовбуром, заввишки від кількох до 15 метрів (в залежності від виду і сорту) і розвиненим кореневищем. Піднімається по деревах, кущах, стовпах, стінах за допомогою чіпких вусиків на листкових вузлах (Див. Коріння надземне). Не маючи вертикальної опори, рослина стелиться по землі. Молодий поріст може з'явитися на відстані кількох метрів від основного стовбура. Коренева система сягає не тільки вглиб, але й розростається вширину, займаючи велику територію. Молоді пагони мають гладеньку зелену кору, потім вони дерев'яніють і набувають червоно-коричневого забарвлення. Листя довжиною до 40 сантиметрів. На черешку — красиві, складні, непарноперисті овальні або яйцеподібні 7—15 листкових пластин темно-зеленого кольору із зубчастими краями. Лицьова поверхня — глянцева, а зворотна має невелике опушення уздовж основних жилок. На пагонах розпускаються численні верхівкові суцвіття. У кампсиса американського квіти зібрані у китицю, а у гібридних сортів (Campsis radicans × Campsis grandiflora) і кампсиса далекосхідного суцвіття — волоть (складна китиця). В залежності від сорту, квіти червоного, багряного, помаранчевого, жовтого, рожевого кольорів, трубчасті, без запаху. Рослина є хорошим медоносом, приваблює ос, бджіл, мух, метеликів, муравлів, довгоносиків і інших комах. Квітка складається з п'яти зрощених біля основи пелюсток з відігнутими краями. Квітувати різні сорти ліани починають з червня по вересень. При правильному догляді кампсис зацвітає вже на другий–третій рік, якщо вирощений із живця. Плід — подовгастий двостулковий мішечок, який виглядом подібний до стручка. Насіння з напівпрозорими крильцями. Повністю дозрілий плід розкривається самостійно і дрібне перетинчасте крилате насіння кампсиса темно-коричневого кольору вітер з легкістю розносить на великі відстані. Насіння різних сортів кампсиса дозріває лише в південних регіонах України.

## Назва та походження

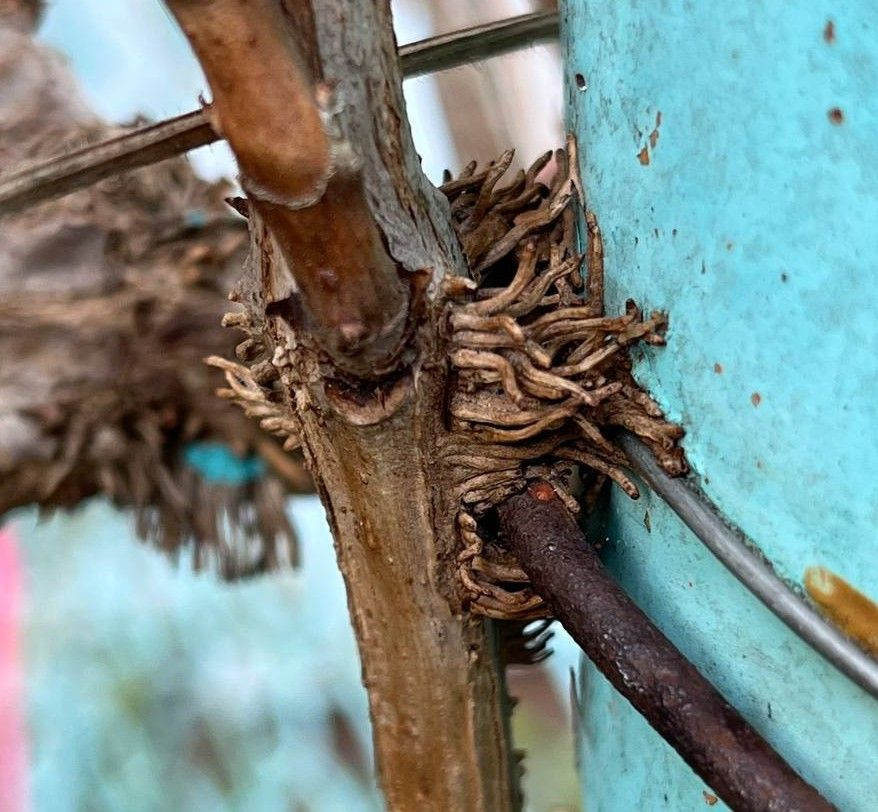
Вусики кампсиса великоквіткового

Назва Campsis — від грецького κάμψη (скручування, згинання).
За інформацією бази даних The Plant List, рід включає 2 види:
- Кампсис великоквітковий (Campsis grandiflora) — походить з далекосхідного регіону.
- Кампсис укорінливий (Campsis radicans) — походить з Північної Америки.

Північноамериканський вид з XVII століття культивується в парках Європи.
Схрещуванням кампсиса американського (Campsis radicans) і кампсиса далекосхідного (Campsis grandiflora) створений гібрид: Campsis hybrida.
У результаті морфологічних і молекулярних досліджень було встановлено, що обидва види колись були однією рослиною у спільній місцевості. Виходячи з теорії, що територія Східної Азії прилягала до Північної Америки, коли там утворилася Берингова протока, еволюціонування в різні види відбулося приблизно 24,4 мільйона років тому.

## Розмноження різних сортів і видів кампсиса
Розмножують кампсис насінням, відсадками, здеревілими і молодими зеленими живцями та кореневим поростом.
Насіннєвий спосіб має той недолік, що сіянці майже ніколи не успадковують батьківських сортових особливостей, зацвітають такі рослини набагато пізніше, ніж вирощені вегетативним чи іншим способами. Навесні насіння кампсиса висівають у пухкий водопроникний субстрат із нейтральною реакцією на глибину близько 5 міліметрів і пророщують при температурі +25 °C. Сходи з'являються через місяць. Як тільки у сіянців розвинеться три пари справжніх листків, їх пересаджують на постійне місце.
Зелені живці кампсиса нарізають у червні або липні з середньої частини пагонів. На них залишають 2—3 верхні листки, вкорочені на дві третини, потім висаджують на грядку в притінку під нахилом 45º в родючу пухку землю, після чого грядку поливають і мульчують. Укорінюваність зелених живців становить близько 90 %. Можливе розмноження кампсиса і здеревілими живцями. Їх нарізають напровесні з однорічних задерев'янілих пагонів і висаджують під нахилом відразу в ґрунт, оскільки приживаються майже всі живці.
За сприятливих умов кампсис (особливо — кампсис американський) дає рясну кореневу поросль (поріст, порість). Його зразу відсаджують на постійне місце.
Навесні пагін кампсиса, що зростає близько до ґрунту, пригинають до землі і закріплюють у такому положенні. Протягом усього сезону ґрунт навколо відсадка підтримують у розпушеному і вологому стані. Наступної весни вкорінений відсадок можна буде відділити від материнської рослини і висадити на постійне місце. Кампсис із відсадка розвивається дуже швидко.

## Галерея

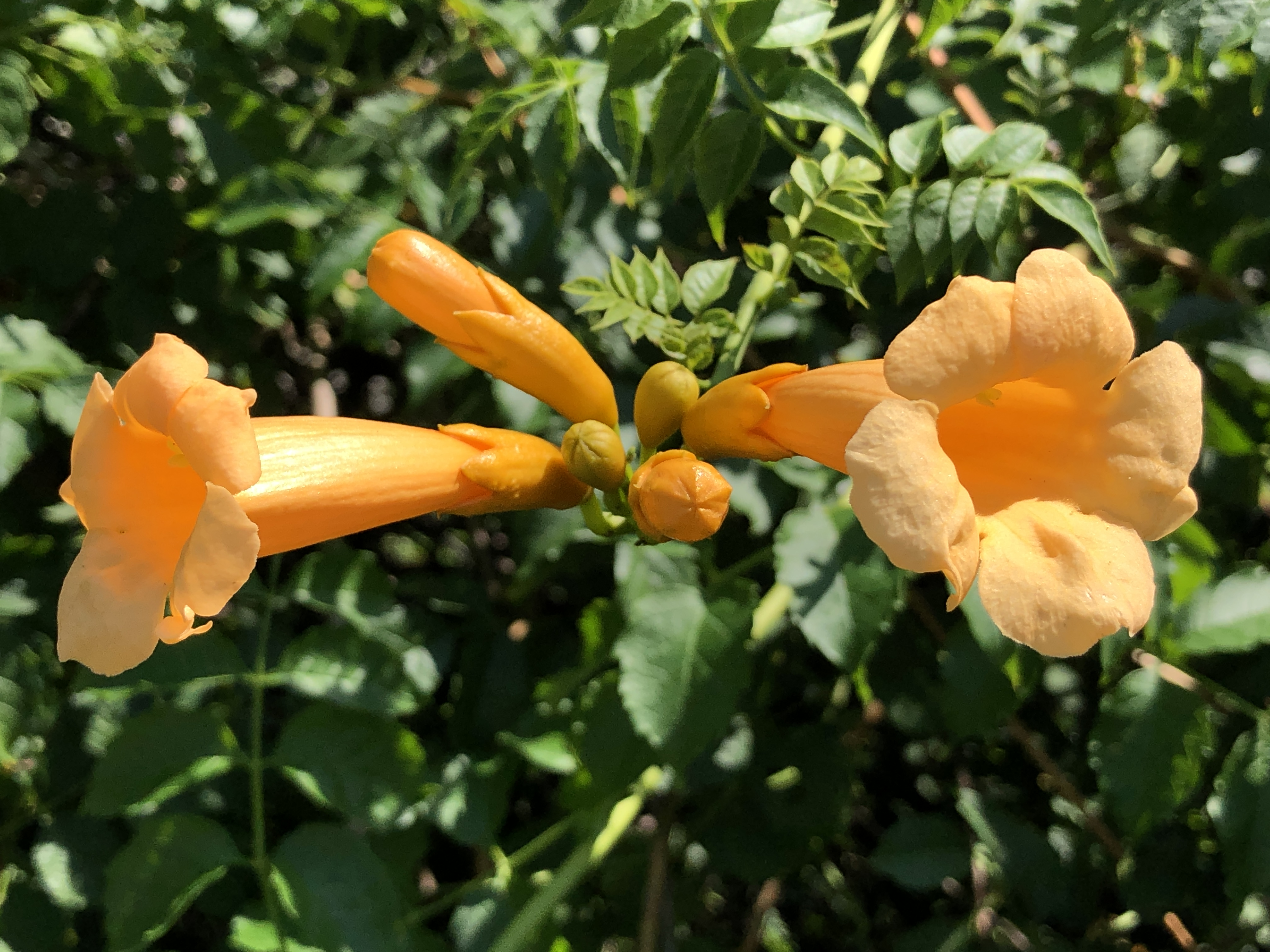
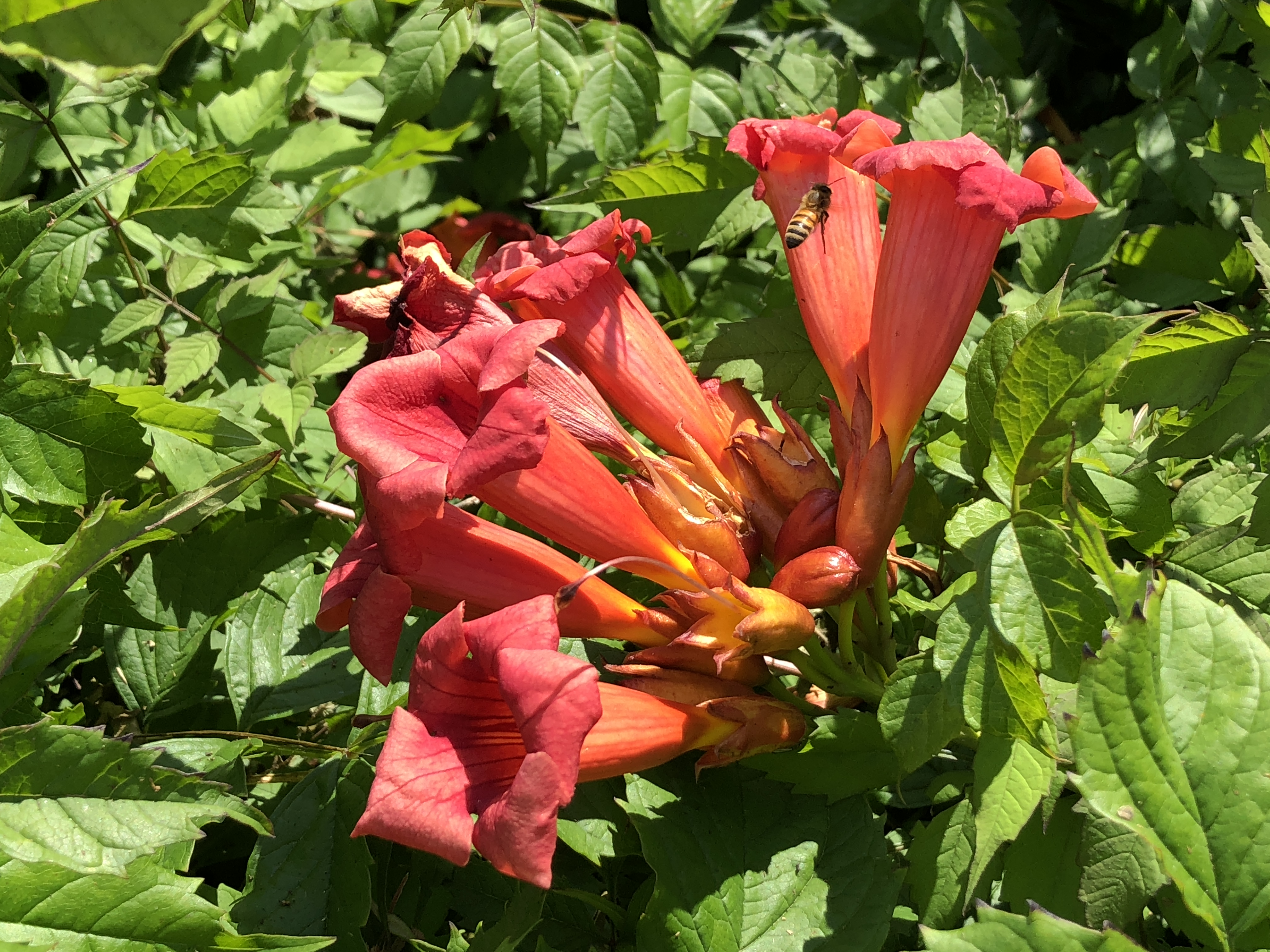
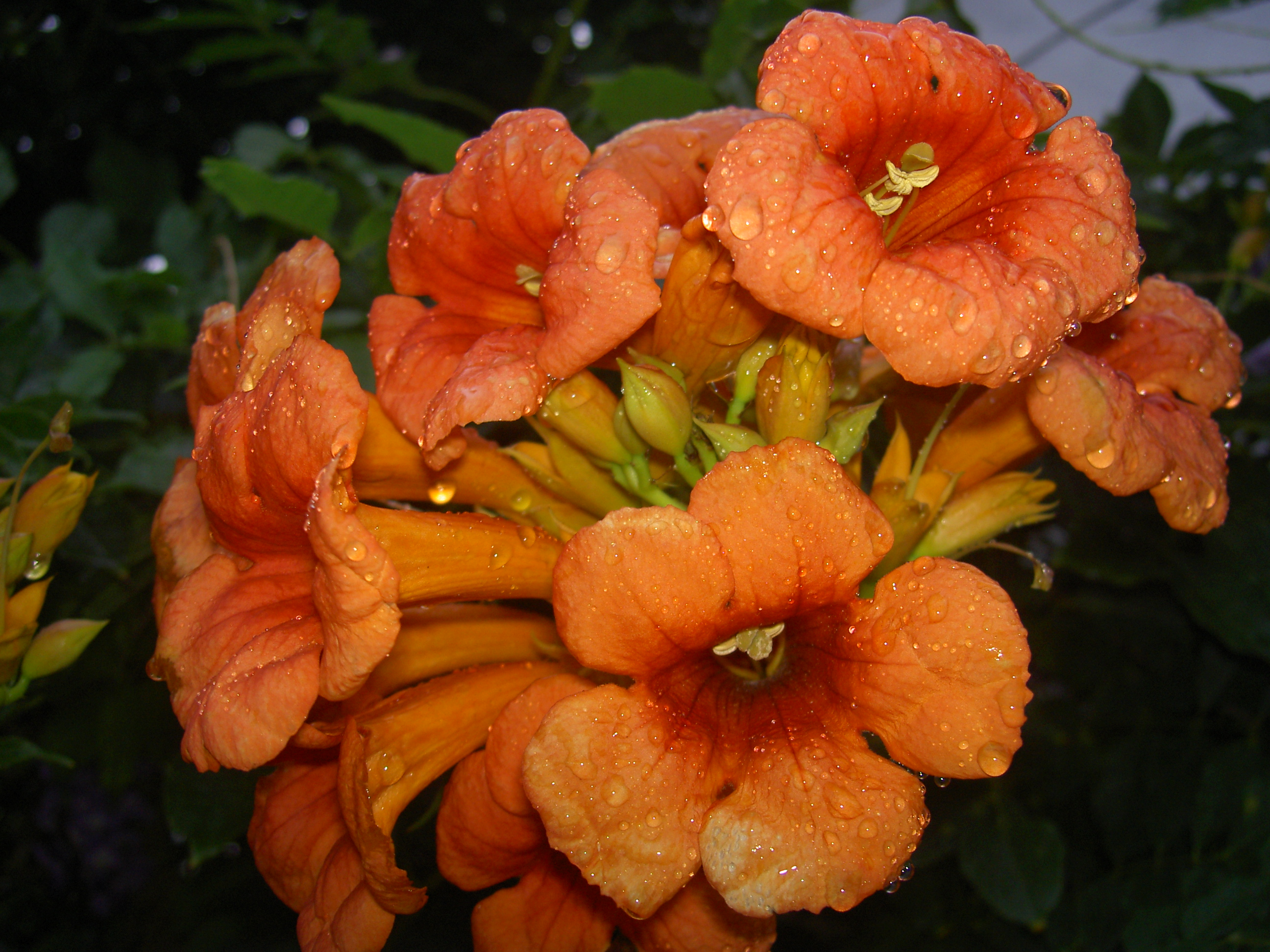
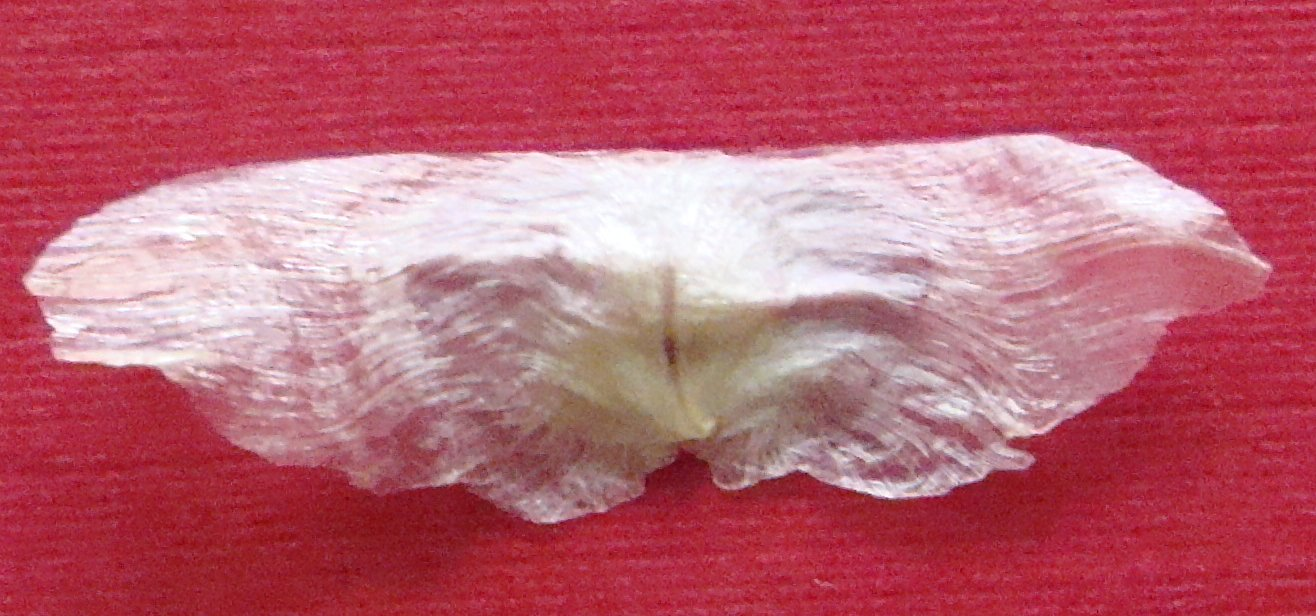
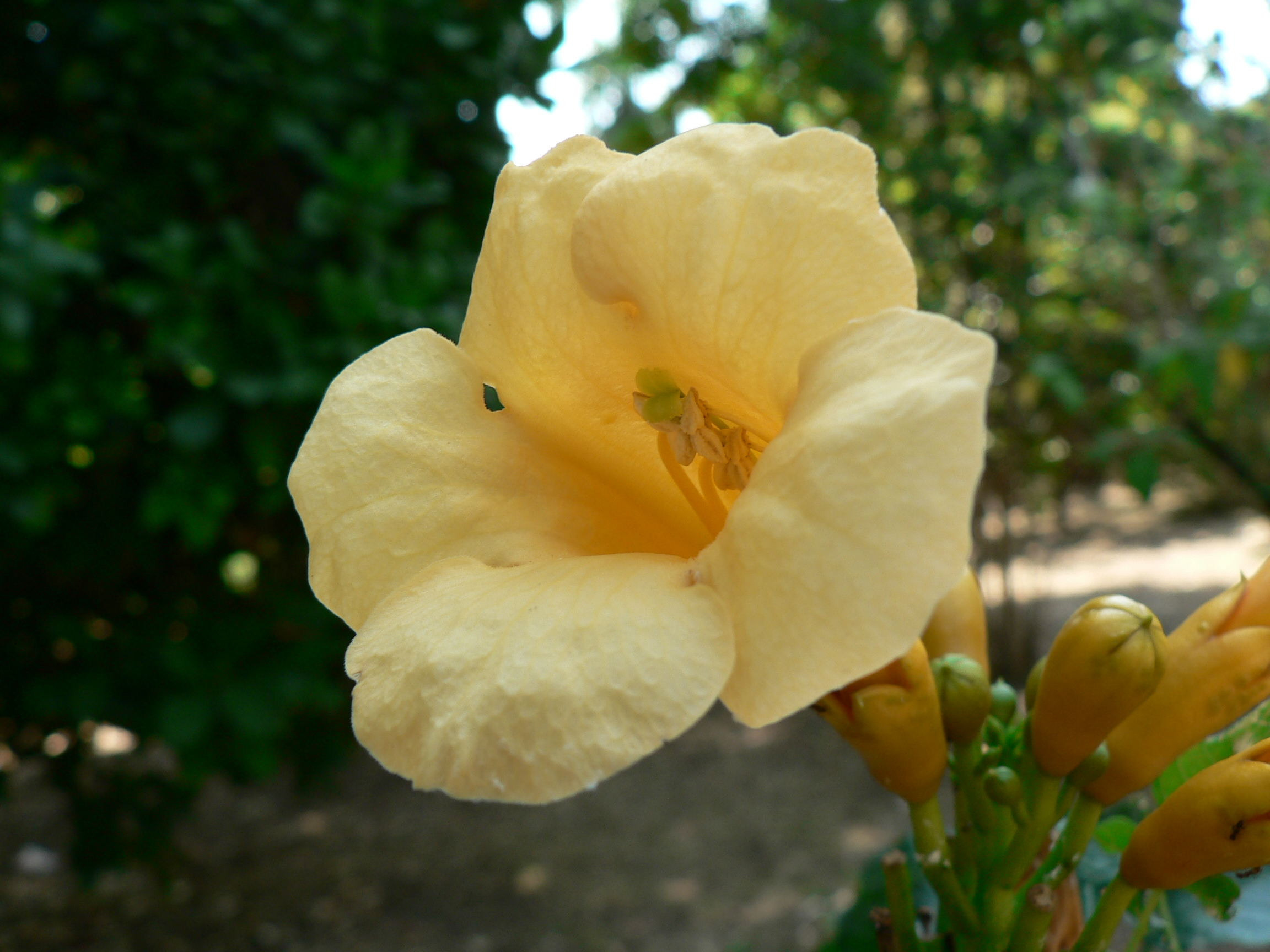
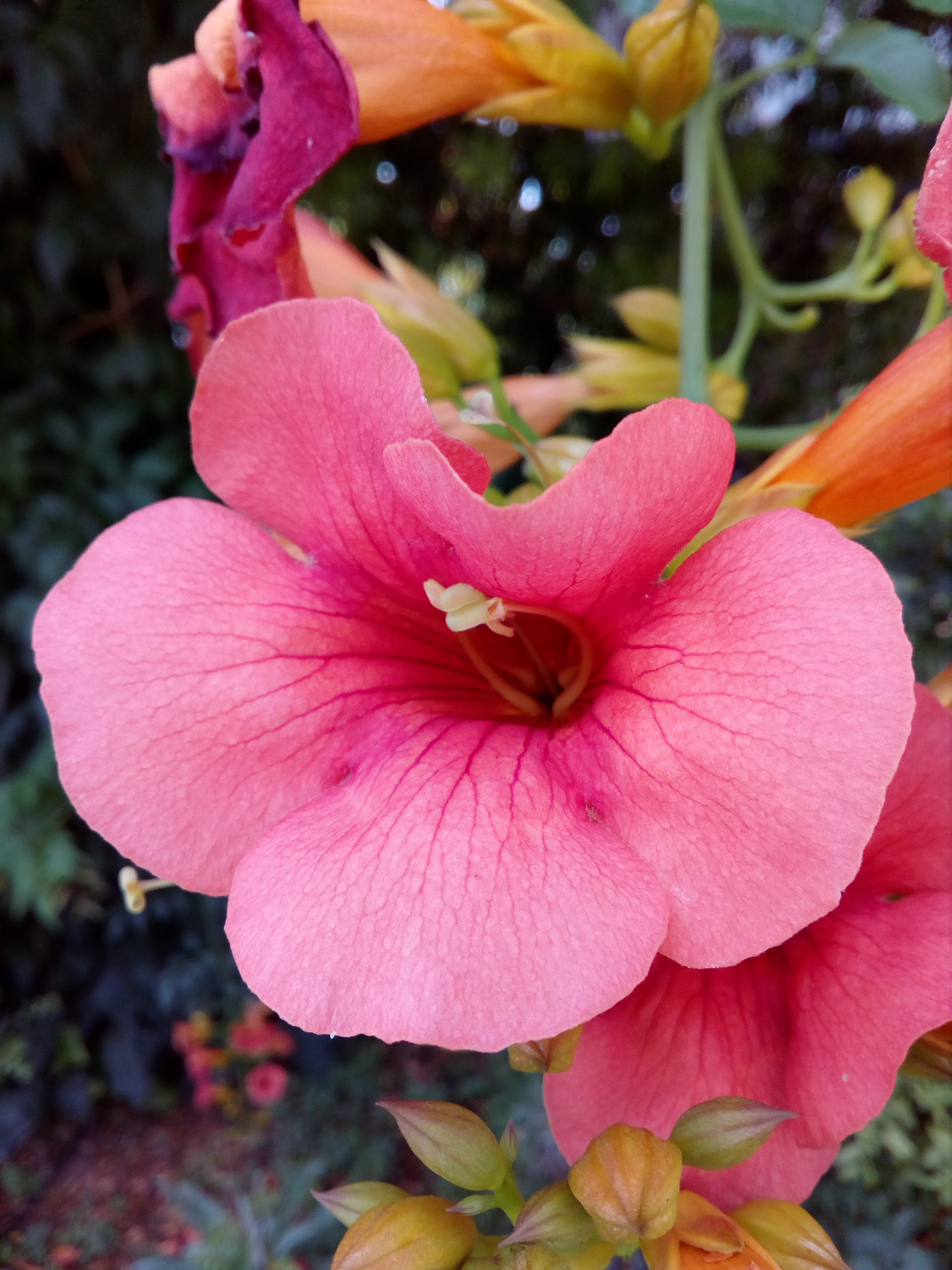
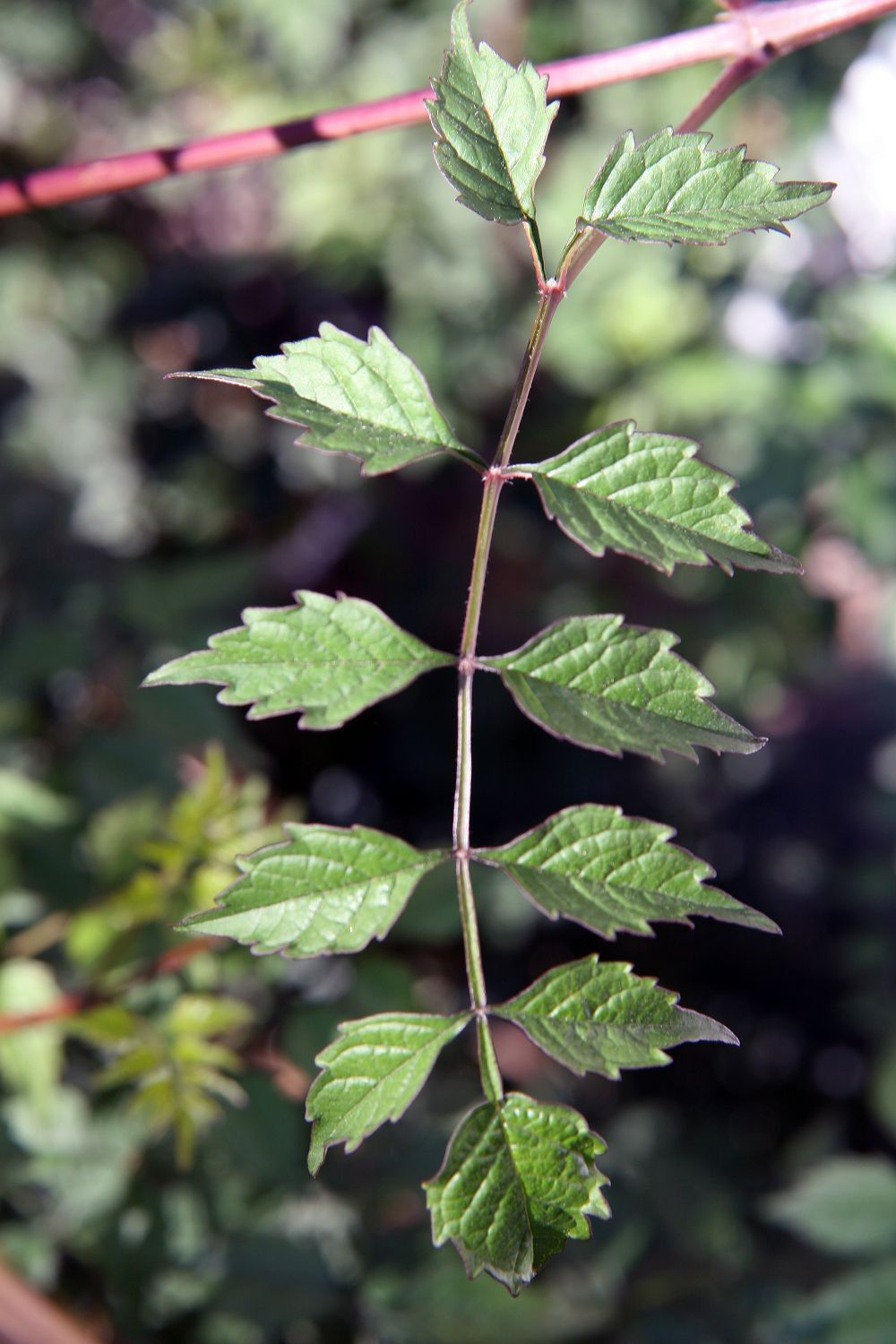
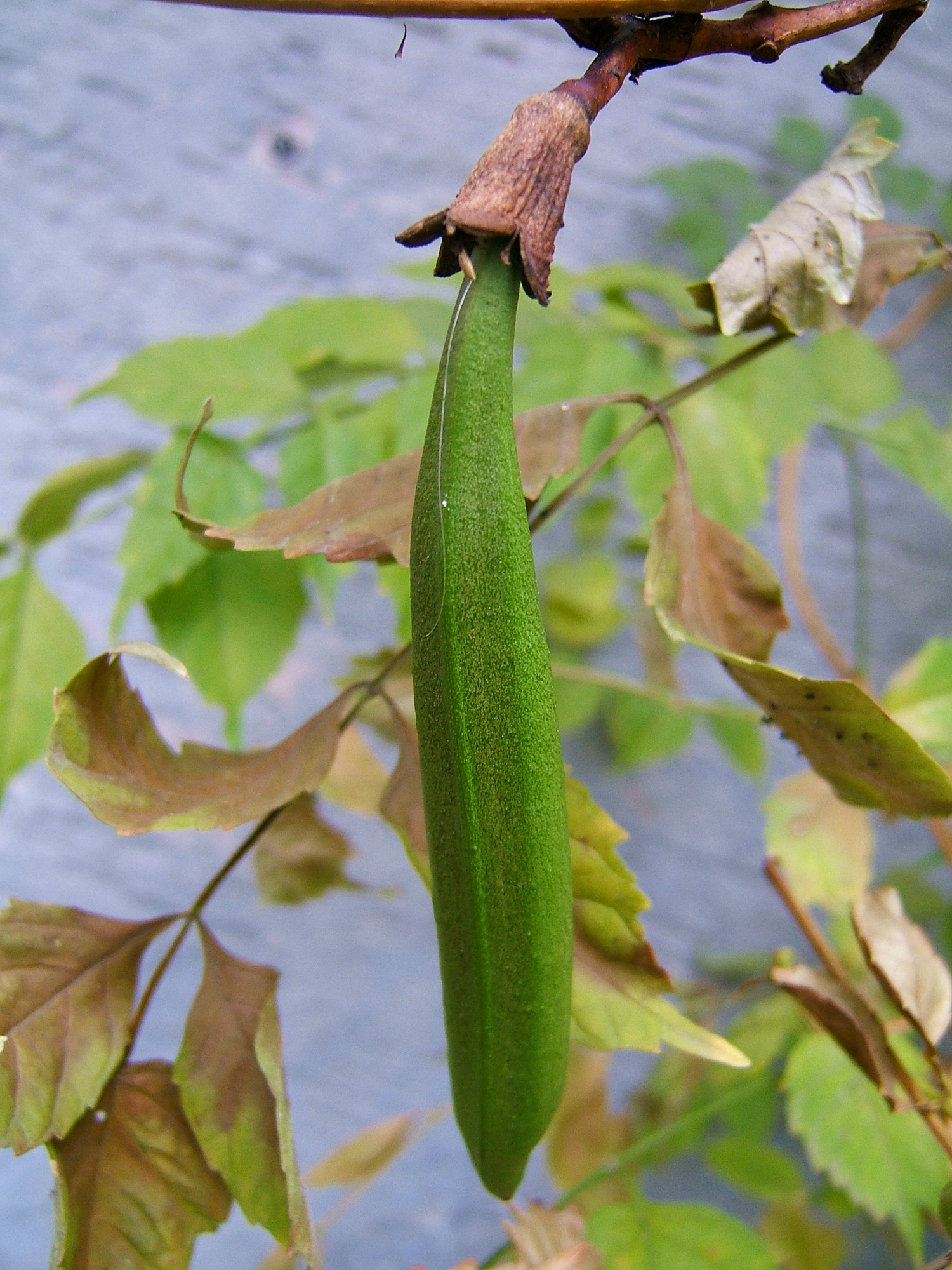
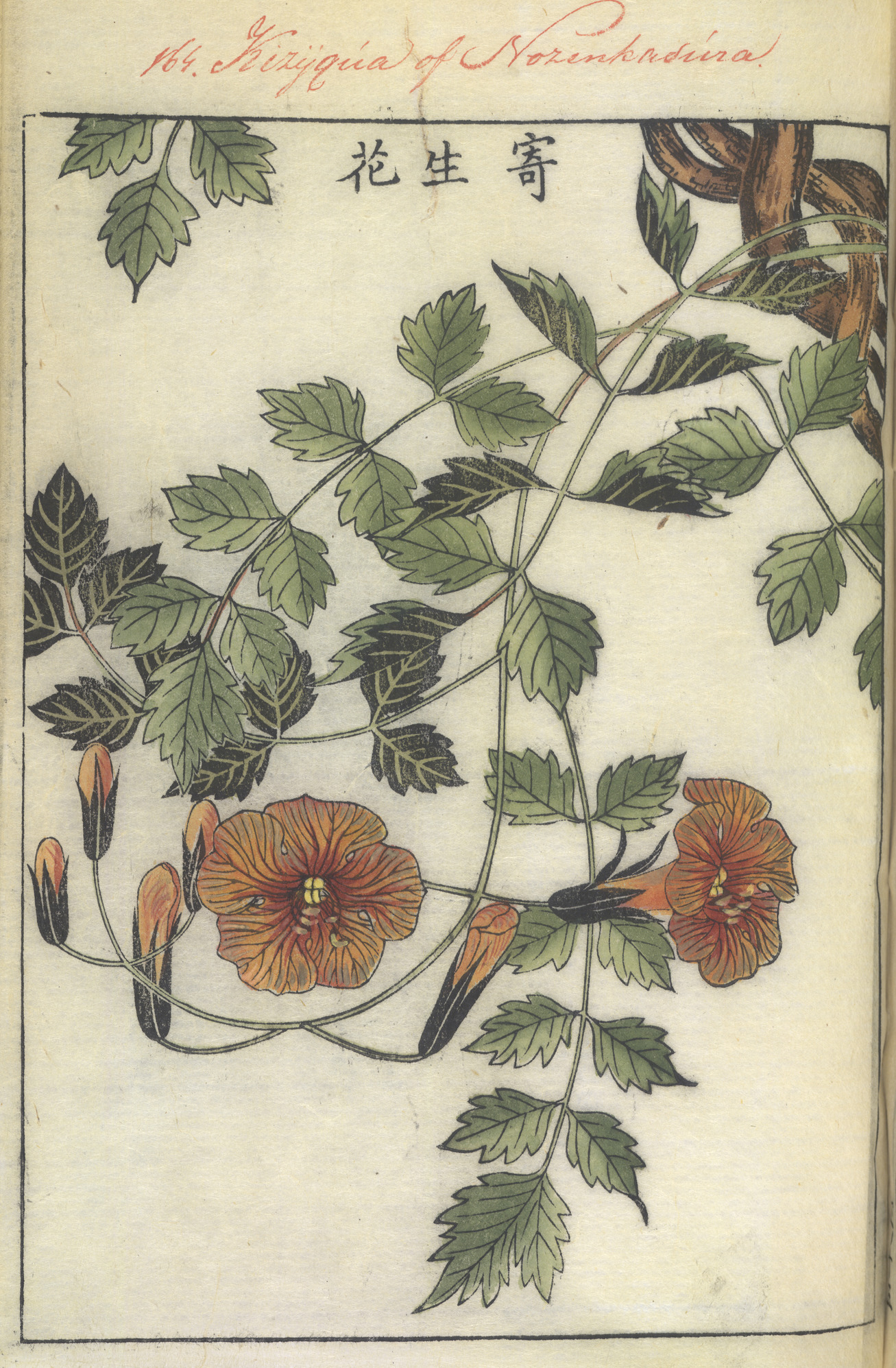
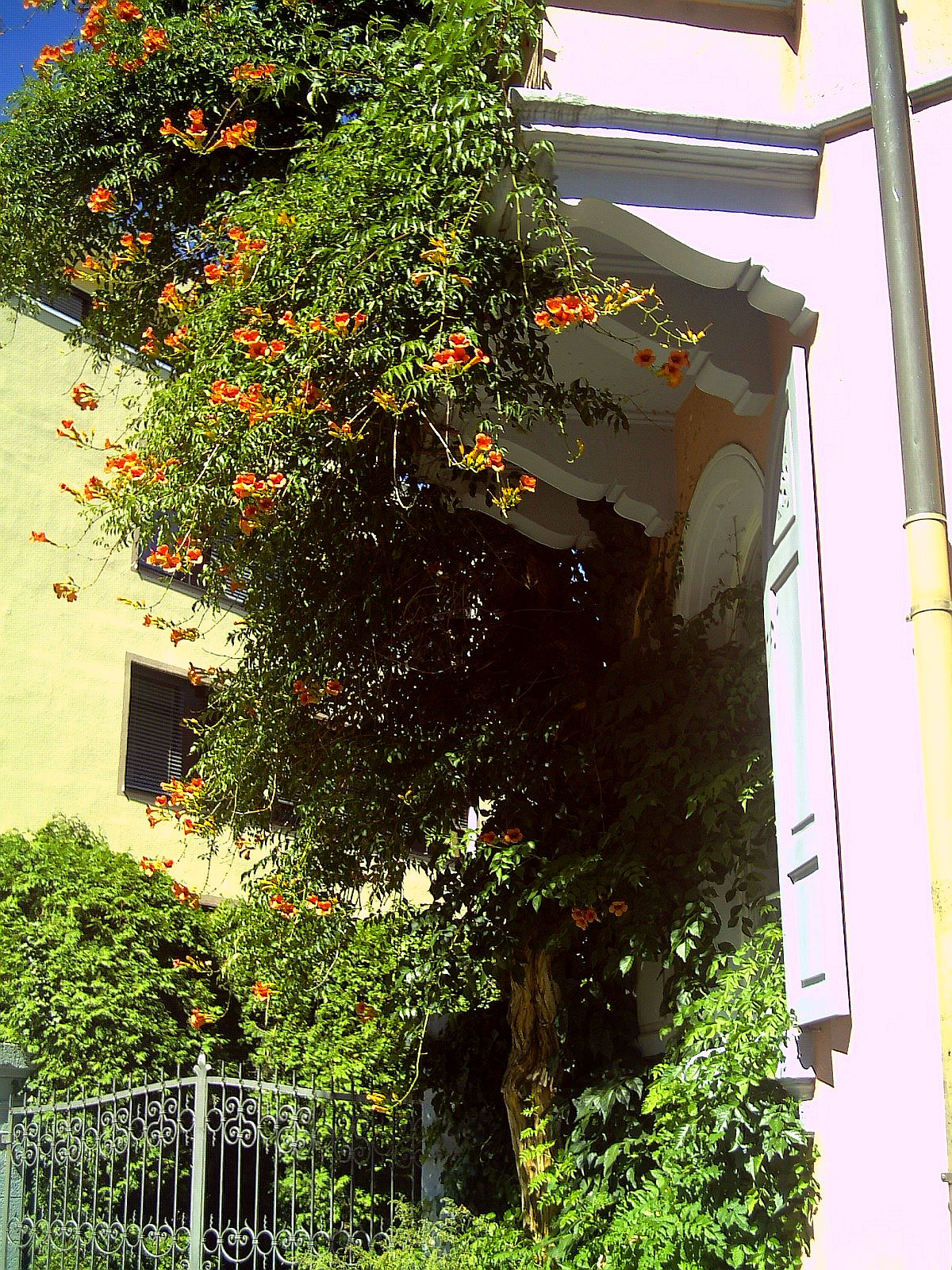
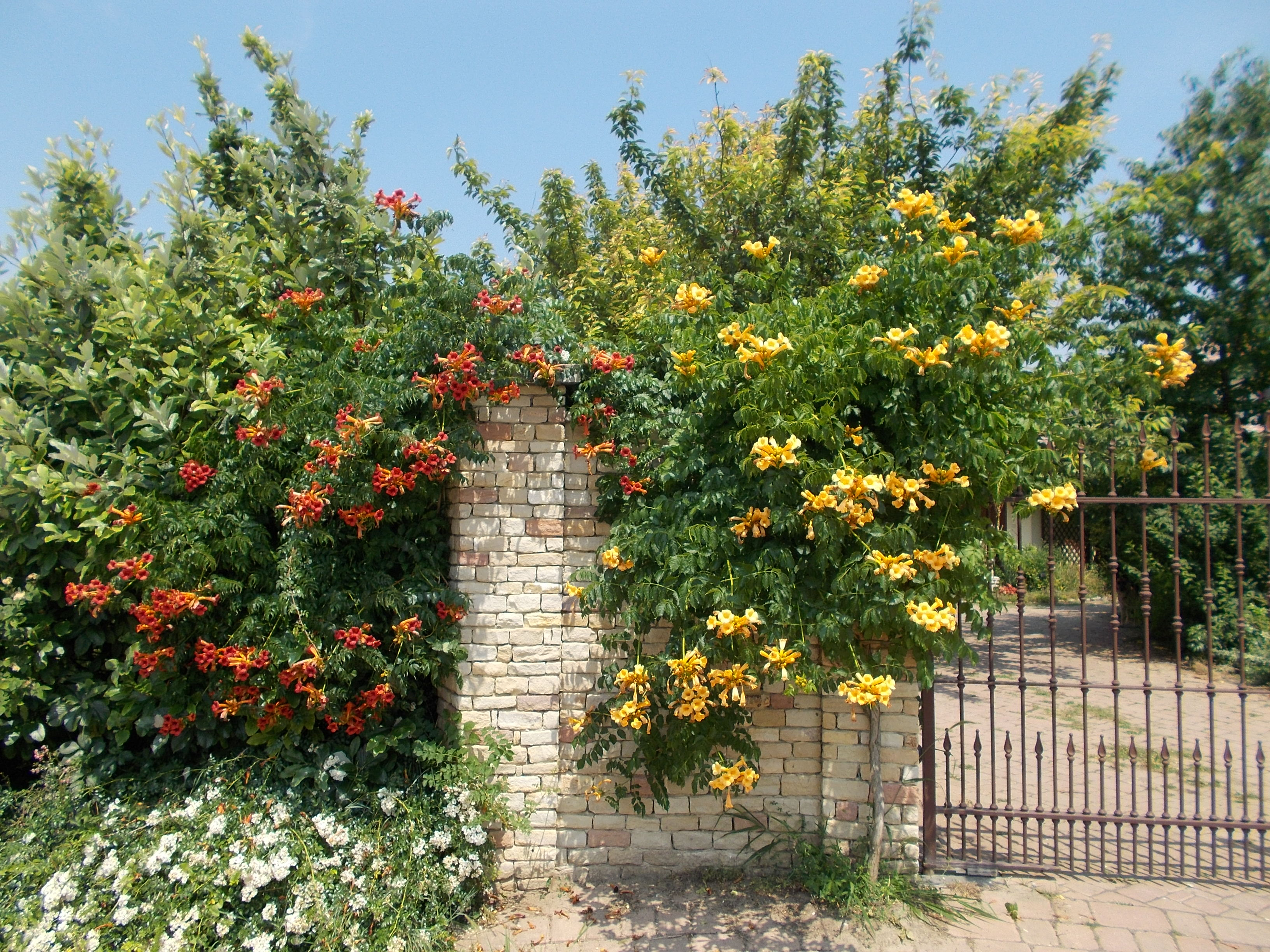
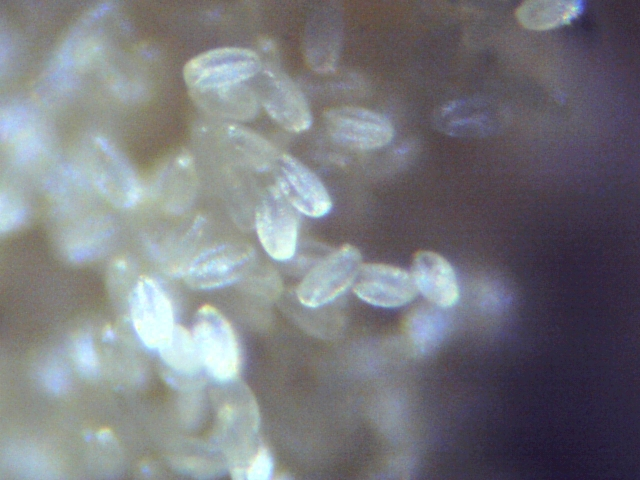